# Fate/stay night: Unlimited Blade Works (serie de televisión)
Fate/stay night: Unlimited Blade Works es una serie de anime producida por Ufotable. Está basado en la novela visual Fate/stay night producida por Type-Moon. La narrativa se basa principalmente en la historia de Unlimited Blade Works en la novela visual, y sigue a Shirou Emiya, un estudiante de secundaria y mago aficionado que vive en la ciudad de Fuyuki, Japón. Shirou es llevado inesperadamente a la Quinta Guerra del Santo Grial, un torneo mágico secreto en el que siete participantes, conocidos como "Maestros", y sus "Sirvientes", personificaciones reencarnadas de héroes históricos legendarios, luchan en una batalla real por el Santo Grial, un cáliz mágico omnipotente que puede satisfacer cualquier deseo o anhelo de su vencedor. Cuando Shirou y su Servant Saber se ven obligados a formar equipo con Rin Tohsaka, otro Maestro en la Guerra del Santo Grial, Shirou se gana la fuerte aversión del misterioso Servant Archer de Rin, cuyas motivaciones se desconocen.
El concepto del anime Unlimited Blade Works se originó en el presidente de Ufotable, Hikaru Kondo, quien quería crear una nueva adaptación de anime basada en la novela visual Fate/stay night. Aunque inicialmente muchos miembros del personal estaban en desacuerdo sobre cómo adaptar correctamente la novela debido a sus tres rutas, finalmente se decidió que se adaptaría la ruta Unlimited Blade Works. Al crear la serie, Ufotable quería explorar más a fondo los conflictos del protagonista con Archer al mismo tiempo que proporcionaba nuevas escenas que no aparecían en la novela visual original.[cita requerida] La música fue compuesta por Hideyuki Fukasawa, Yuki Kajiura y NUMBER 201. La serie se anunció por primera vez a principios de 2014. Sus 26 episodios se dividieron en dos temporadas que se emitieron del 4 de octubre al 27 de diciembre de 2014 y del 4 de abril al 27 de junio de 2015, respectivamente. La serie fue lanzada en DVD y Blu-ray en territorios de habla japonesa e inglesa en 2015.
Unlimited Blade Works fue uno de los animes más esperados de finales de 2014, tras la popularidad general de la franquicia Fate y el éxito de la adaptación anterior de Fate/Zero de Ufotable. Tras su lanzamiento, recibió críticas muy positivas de los críticos, quienes elogiaron en particular la escritura de Shirou y otros personajes, así como la animación visualmente impactante. Fue un gran éxito comercial en Japón, con múltiples comunicados de prensa domésticos de mayor venta y siendo el ganador de múltiples premios de la revista Newtype.

## Argumento
La historia gira en torno a Shirou Emiya, un adolescente trabajador y honesto que involuntariamente entra en la quinta iteración de una batalla real a muerte llamada Guerra del Santo Grial, donde los combatientes luchan con magia y héroes a lo largo de la historia para tener la oportunidad de que sus deseos sean concedidos . Huérfano y el único sobreviviente de un incendio masivo en la ciudad de Fuyuki cuando era niño, Shirou fue acogido por un mago retirado llamado Kiritsugu Emiya, quien murió algunos años después. Los sentimientos de responsabilidad de Shirou por aquellos que murieron y su propia salvación a través de su padre formaron un fuerte deseo de justicia y paz en él. Por lo tanto, entrena con seriedad su cuerpo y su minúscula habilidad con la magia con el objetivo de ayudar a los demás, incluso si la gente suele abusar de su generosidad. Una noche, Shirou se encuentra inesperadamente con dos guerreros, Archer y Lancer, peleando en su escuela. Lancer lo ataca y casi lo mata, pero el maestro de Archer, Rin Tohsaka, logra revivirlo justo antes de morir. Sin embargo, Lancer ataca de nuevo, y justo antes de que Shirou esté a punto de ser asesinado, accidentalmente invoca a su servant, Saber, quien le salva la vida. Con esta invocación, las marcas del Sello de Comando aparecen en la mano de Shirou, formalizando su entrada como Maestro en la Guerra del Santo Grial.
Cuando Saber obliga a Lancer a huir, ella entra en combate con Archer, pero Shirou la detiene accidentalmente con su magia al ver a Rin, su compañera de escuela. Shirou y Rin deciden formar una alianza para luchar contra otros magos. A través del sacerdote Kirei Kotomine, Shirou aprende sobre el contexto de la Guerra del Santo Grial. Aunque inicialmente vacilante, decide participar para evitar futuras catástrofes como resultado de los deseos concedidos por el Santo Grial.
A medida que la guerra continúa, Shirou comienza a desarrollar sus propias habilidades como mago imitando las habilidades de Archer, y Rin nota sorprendentes similitudes entre los dos. Sin embargo, en una batalla contra el sirviente Caster en un intento por rescatar a su guardián Fujimura, Shirou pierde el control de Saber, quien es encarcelado por Caster. Shirou promete luchar con su propia fuerza mágica para detener la guerra y salvar a sus amigos. Archer traiciona a Rin durante una pelea contra Caster, pero Rin reforma su alianza con Shirou. Con la ayuda de Lancer, el dúo logra liberar a Saber de Caster, quien luego muere.
Para ganar más aliados, Rin y Shirou deciden formar equipo con Illyasviel von Einzbern y su sirviente Berserker. Sin embargo, Gilgamesh, el antiguo sirviente de Kotomine, llega y mata tanto a Illya como a Berserker antes de que Rin y Shirou puedan detenerlo. En la villa de Illya, Archer desafía a Shirou a una pelea, con la esperanza de destruir los objetivos de Shirou de ser un héroe. Confundido, Saber exige saber cuáles son sus verdaderas intenciones, y Archer se revela a sí mismo como una versión de Shirou del futuro, quien se convirtió en un espíritu heroico después de desilusionarse con el camino que tomó. Sin embargo, Shirou acepta su futuro independientemente de los arrepentimientos de Archer, y decide apegarse a los ideales de Kiritsugu de ser un héroe. Gilgamesh intenta matar a Archer y Shirou, pero el primero se sacrifica para proteger al segundo. Gilgamesh toma el corazón de Illya, planeando usar a su otro maestro Shinji Matou para convocar al corrupto Santo Grial. Para seguir las esperanzas de Archer, Rin le pasa a Shirou su maná para luchar contra Gilgamesh para replicar los poderes de Archer. Cuando Shirou casi mata a Gilgamesh, Archer usa lo último de su fuerza para lanzar el ataque final a su enemigo mientras ayuda a Saber a destruir el Santo Grial. Con la guerra concluida y los sirvientes desaparecidos, Shirou y Rin se mudan a Londres para aprender más sobre la magia, y Shirou jura una vez más retener los ideales de Kiritsugu.
En una escena posterior a los créditos, Archer aparece en otra dimensión y desaparece al recordar las palabras de su yo pasado, al igual que otra persona más joven y encapuchada aparece en el mismo campo.

## Producción
En 2011, Type-Moon realizó una adaptación de Fate/stay night al PlayStation Vita. Type-Moon pretendía incluir escenas animadas para cada una de las rutas del puerto. Studio ufotable se encargó de animar las escenas. Durante la producción, el presidente de Ufotable, Hikaru Kondo, tuvo una idea sobre la posibilidad de crear una serie de anime completa que sería una adaptación de la novela visual. En ese momento, Studio Deen ya había creado dos obras basadas en la novela visual, incluida una serie animada de 2006 basada en gran parte en la ruta 'Fate', y una película de 2010 basada en la ruta Unlimited Blade Works. Kondo propuso la idea al CEO de Type-Moon, Takashi Takeuchi, y fue aprobada.
La novela visual original incluye tres rutas: 'Fate', 'Unlimited Blade Works' y 'Heaven's Feel', que comienzan con premisas similares pero gradualmente se convierten en historias únicas, y se distinguen por su enfoque en diferentes personajes femeninos principales: Sabre, Rin y Sakura, respectivamente. El comité de producción de Ufotable tenía opiniones diferentes sobre el desarrollo de la nueva serie de anime. Algunos favorecieron la idea de seguir el material original hasta el último detalle, mientras que otros, como Hikaru Kondo y Takashi Takeuchi, querían readaptar la ruta 'Fate' para enfatizar los rasgos de carácter de Saber que se mostraban en Fate / Zero . Sin embargo, esta idea no fue recibida con la aprobación unánime del resto del comité de producción. Como resultado, la idea fue descartada, con el consenso de que la ruta 'Fate' ya animada por Studio Deen serviría como una introducción al escenario del universo 'Fate'.
El productor Atsuhiro Iwakami propuso que una adaptación de la ruta Unlimited Blade Works sería una continuación lógica de los eventos de Fate/Zero . Iwakami estaba seguro de que la trama de esta ruta se presentaría mejor como una serie de televisión que como un largometraje. Ufotable dijo que deseaban desarrollar la serie en un tono oscuro similar a Fate / Zero con la caracterización de Shirou Emiya también alterada de la novela visual original. Como resultado, Miura señaló que en el trabajo futuro preferiría centrarse más en revelar el personaje de Shirou como personaje a través de sus rasgos personales, en lugar de a través de mujeres asociadas con él, en contraste con la novela visual. El CEO de Type-Moon creía que solo el propio Nasu podía transmitir todas las ideas que puso en Shirou y ayudarlos a reflejarse en la pantalla correctamente y profundizar la percepción pública del héroe. Otro personaje que Miura le pidió a Kinoko Nasu que expandiera fue Illya, quien recibió desarrollo en la segunda mitad de la serie cuando se entera del pasado de su padre y, como resultado, la impulsa la angustia. 
Los personajes fueron diseñados por Tomonori Sudō, a quien se le entregaron materiales y animaciones clave para revisar en preparación para su trabajo. Siendo un fan de Type-Moon, estaba en conflicto sobre la mejor manera de representar la expresión de cada personaje, pero trabajó con los directores de pantalla y animación para crear el mejor producto posible. Sudo declaró que estaba satisfecho con la coreografía de batalla y la animación a lo largo de la serie de televisión.

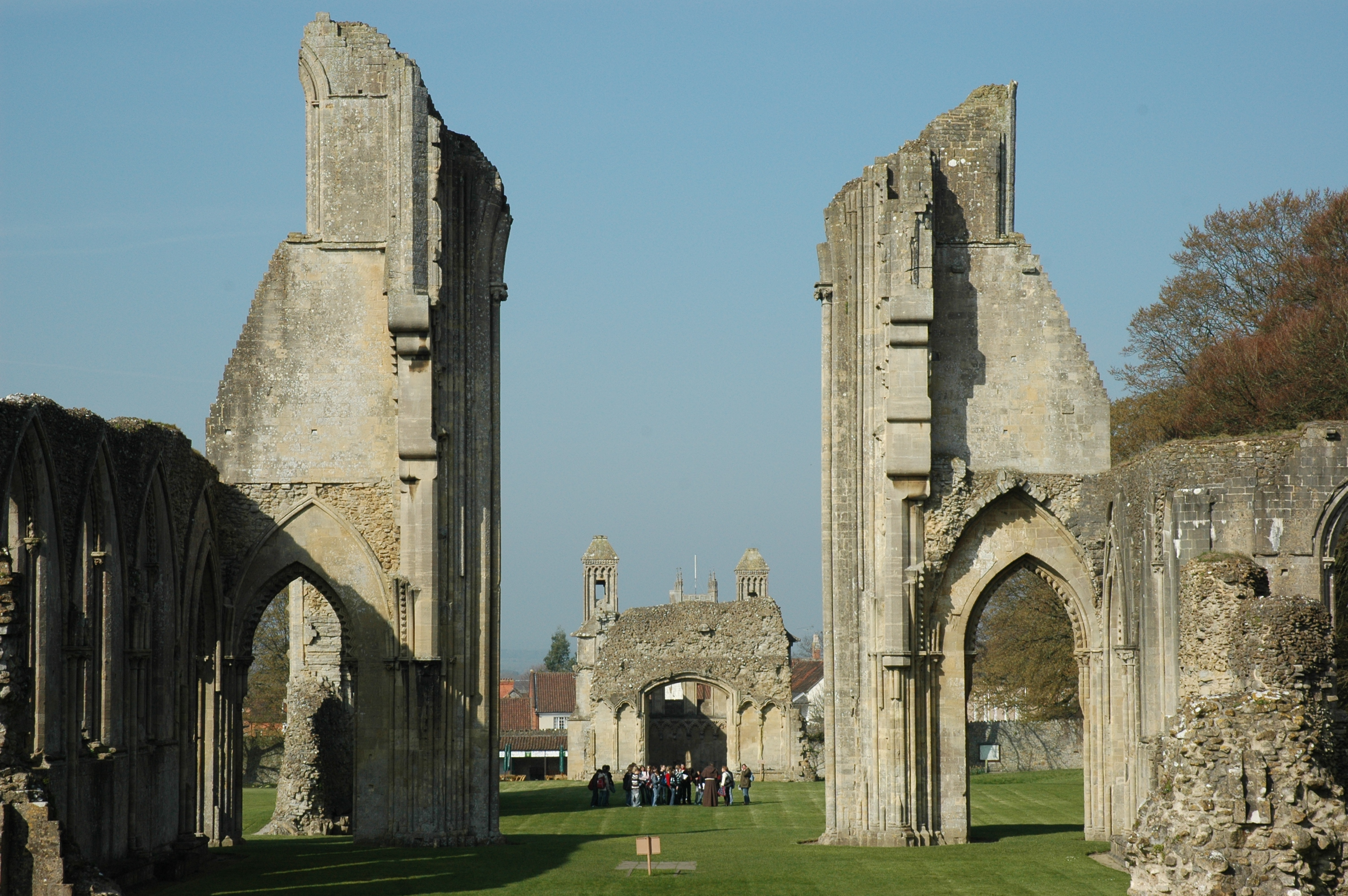
Las ruinas de la Abadía de Glastonbury se vieron en el epílogo de la serie. La tumba del rey Arturo es visible en el centro.

### Actores de voz y doblaje al inglés
Todos los actores de voz japoneses de la adaptación de Studio Deen de Fate / stay night repitieron sus papeles. En contraste, el doblaje en inglés reformuló los roles de Shirou, Saber y Archer a Bryce Papenbrook, Kari Wahlgren y Kaiji Tang, respectivamente. Papenbrook sintió que la historia tomó un "camino diferente en Unlimited Blade Works" y que los creadores "querían una versión diferente de Shirou". Le dijeron que interpretara a Shirou de una manera "real". Como resultado, Papenbrook declaró que tenía que adoptar una "mentalidad profunda" para poder desempeñar mejor el papel.
Noriaki Sugiyama notó que estaba tenso antes de comenzar a grabar para Unlimited Blade Works, ya que no había estado involucrado en la serie principal de Fate desde 2010. Sugiyama expresó su preocupación de que expresar a Shirou en spin-offs de comedia como Prisma Illya y Carnival Phantasm afectaría su actuación en Unlimited Blade Works. Ayako Kawasumi, la seiyuu de Saber, notó que la caracterización de su papel difería en Unlimited Blade Works de la ruta del Destino, debido a la falta de sentimientos románticos de su personaje por Shirou en la ruta. En consecuencia, Saber fue retratada con un comportamiento más estoico, viendo a Shirou simplemente como su Maestra y no como un interés romántico.

### Música

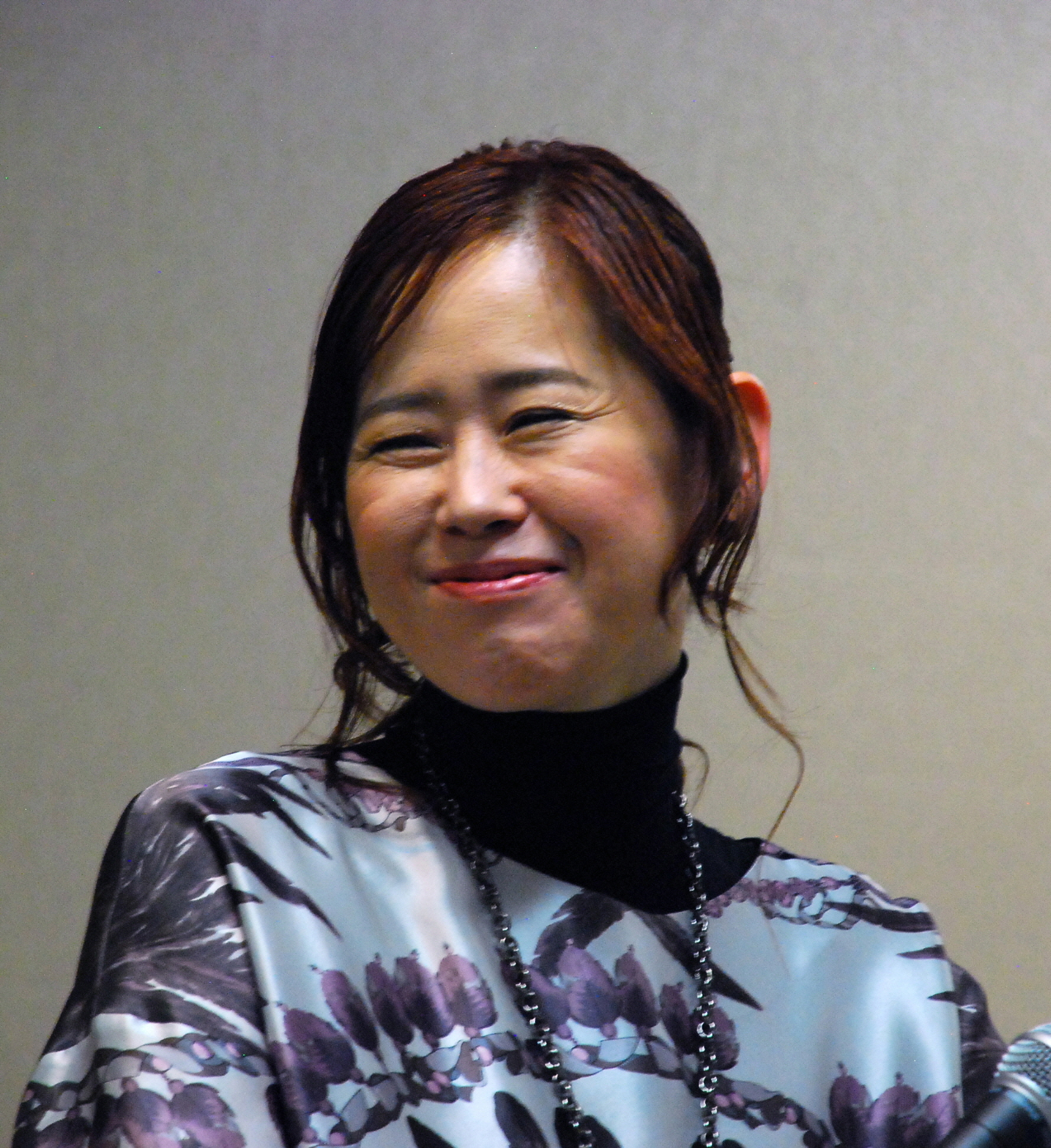
Compositora Yuki Kajiura

Fate/stay night [Unlimited Blade Works] Original Soundtrack fue compuesta, arreglada y producida por Hideyuki Fukasawa, Yuki Kajiura y NUMBER 201. El tema de apertura de la primera temporada fue «Ideal White» de Mashiro Ayano y el tema final fue «Believe» de Kalafina. Aimer interpretó el tema de apertura de la segunda temporada, «Brave Shine», mientras que Kalafina interpretó el tema final, «Ring Your Bell». Un remix de «Ring Your Bell», titulado "Ring Your Bell (en el silencio)", se utilizó como tema final para el episodio 15. La canción «Last Stardust», interpretada por Aimer, se usó como una canción de inserción para el episodio 20. LiSA realizó una nueva versión de "This Illusion", un tema que regresa de la serie de 2006, que se utilizó a lo largo de la serie. El álbum fue lanzado por primera vez en Japón el 25 de marzo de 2015 por Aniplex, una subsidiaria de Sony Music Entertainment (Japón), con el número de catálogo ANZX-11636, y fue relanzado como parte de la caja Blu-Ray de edición limitada de América del Norte establecido el 25 de agosto de 2015.
Originalmente, el segundo tema de apertura de la serie estaba destinado a ser «Last Stardust», compuesto por Aimer. Sin embargo, el personal no lo encontró apropiado para las secuencias del video y en su lugar utilizó «Brave Shine». La escritora Kinoko Nasu decidió usar "Last Stardust" para la ruta Heaven's Feel, pero el personal de Unlimited Blade Works la usó como una canción de inserción en el episodio 20 durante la pelea de Shirou con Archer. Las voces se enfocan en el fuego que destruyó la ciudad de Shirou y lidian con su aceptación de la muerte de Kiritsugu cuando decidió seguir sus sueños independientemente de cualquier arrepentimiento que pudiera tener en su vida. Aimer también se inspiró en la relación entre Jesús y su discípulo Judas Iscariote para desarrollar la relación entre Shirou y Archer, y este último a menudo mostraba intenciones de matar al primero, creyendo que nunca debería haber nacido; palabras similares se dijeron entre Jesús y Judas.
Se crearon más de 400 composiciones para toda la banda sonora de Unlimited Blade Works. Esto superó significativamente la cifra promedio de una serie de anime de 24 episodios, que normalmente oscilan entre 40 y 50 pistas. Como acompañamiento de escena retrospectiva, se utilizaron dos composiciones revisadas de Yuki Kajiura de la serie Fate/Zero.

#### Banda sonora original I
| N.º | Título                                                  | Duración |  |
| 1.  | «Unlimited Blade Works»                                 | 5:30     |  |
| 2.  | «Rin:Remembrance～召喚»                                 | 2:35     |  |
| 3.  | «Archer»                                                | 3:11     |  |
| 4.  | «Shirou:赤い記憶～Invocation»                           | 2:01     |  |
| 5.  | «Face to Face»                                          | 1:01     |  |
| 6.  | «Souls to Fight»                                        | 3:39     |  |
| 7.  | «Storm»                                                 | 1:18     |  |
| 8.  | «Vortex of Fate»                                        | 4:29     |  |
| 9.  | «Rin's Melody»                                          | 1:04     |  |
| 10. | «Daydream»                                              | 1:45     |  |
| 11. | «A Sword, No Words»                                     | 1:52     |  |
| 12. | «Purple Shade»                                          | 2:19     |  |
| 13. | «Into the Battles»                                      | 1:26     |  |
| 14. | «Arrow»                                                 | 0:33     |  |
| 15. | «Rin:my wish»                                           | 1:00     |  |
| 16. | «Two Hearts»                                            | 1:51     |  |
| 17. | «Reason to Kill»                                        | 1:25     |  |
| 18. | «Fist of desperate～Awakening»                          | 4:27     |  |
| 19. | «Dark Glow»                                             | 2:53     |  |
| 20. | «Unacceptable»                                          | 1:56     |  |
| 21. | «Rule Breaker»                                          | 3:43     |  |
| 22. | «Shirou:Nowhere to go»                                  | 2:03     |  |
| 23. | «Each Choices, Each Steps»                              | 5:39     |  |
| 24. | «Far Away from You»                                     | 2:11     |  |
| 25. | «THIS ILLUSION» (Season 1 Ending Theme. Vocal by LiSA.) | 4:04     |  |
| 26. | «count it from zero» (Produced by Yuki Kajiura)         | 4:34     |  |
| 27. | «down in the zero» (Produced by Yuki Kajiura)           | 4:56     |  |

## Lanzamiento
La serie se anunció por primera vez a principios de 2014, y los anuncios oficiales sobre su reparto y la historia se hicieron en julio de 2014. El anime fue producido conjuntamente por Aniplex, Notes y Ufotable, los mismos estudios que coprodujeron la adaptación al anime 2011-2012 de Fate/Zero. Fue dirigida por Takahiro Miura, con música compuesta por Hideyuki Fukasawa; diseños de personajes de Tomonori Sudō, Hisayuki Tabata y Atsushi Ikariya, basados en los diseños originales de Takashi Takeuchi; y direcciones de arte, 3D y fotografía de Koji Eto, Kōjirō Shishido y Yuichi Terao, respectivamente. La primera mitad de la serie se desarrolló del 4 de octubre al 27 de diciembre de 2014 y la segunda mitad del 4 de abril al 27 de junio de 2015. Una proyección avanzada en línea se estrenó el 28 de septiembre de 2014 en varios países del mundo, incluidos Japón, Estados Unidos, Francia, Alemania y Corea del Sur. En Japón, la serie se recopiló en un total de once volúmenes de DVD, que se lanzaron del 26 de noviembre de 2014 al 30 de septiembre de 2015. También se lanzaron dos discos Blu-ray de compilación. El primer disco que contiene la primera temporada fue lanzado el 25 de marzo de 2015. El segundo disco fue lanzado el 7 de octubre de 2015.
Aniplex of America adquirió los derechos de transmisión y video doméstico de la serie 2014 para América del Norte. Lanzaron un doblaje en inglés para la primera mitad de la serie en DVD y Blu-ray Disc limitado el 25 de agosto de 2015. Un episodio de animación de video original de diez minutos , titulado Sunny Day, se incluyó con el lanzamiento de Blu-ray para la segunda mitad de la serie, que se lanzó el 7 de octubre de 2015. El episodio se basó en un final alternativo de la novela visual.
Para promover el anime, se agregaron Shirou, Saber, Rin y Archer al tablero de invocaciones del videojuego. El juego cruzado The Alchemist Code también se usó para promover el anime.

## Recepción
Unlimited Blade Works recibió críticas positivas de los críticos, que elogiaron la forma en que Ufotable manejó a los personajes principales. Los críticos también aplaudieron la calidad de la animación de la serie. El crítico de Kotaku, Richard Eysenbeys, lo llamó "la serie de anime de televisión más hermosa que había visto", y señaló que las transiciones suaves entre los fotogramas individuales y la gama de colores elegida crearon un efecto cinematográfico que consideró superior al anime promedio. e incluso trabajos anteriores producidos por Ufotable. Además de esto, Nick Creamer de Anime News Network destacó los efectos especiales generados por computadora, que consideró que mejoraron la calidad general de las imágenes.
Chris Beveridge de The Fandom Post disfrutó de la caracterización de Shirou en la serie, especialmente en lo que respecta a sus ideales contrastantes con Archer y Kiritsugu. Japanator encontró la decisión de Shirou de convertirse en un guerrero trágico como poco común en la narración, mostrando profundidad en el personaje. Afirmaron además que la traición de Archer a Rin fue un giro emocional en la trama, debido al contrato y vínculo del dúo en los episodios anteriores. Seb Reid elogió la serie de televisión, afirmando que sentía que era superior a la adaptación de Studio Deen de 2006 debido a los papeles más importantes de Rin y Archer en la serie. Sintió que eran los mejores personajes de la serie. Beveridge comparte sentimientos similares con Reid; También encontró a Rin más atractivo que Saber debido al papel del primero en el final de la serie. Thrillist nombró a la serie como uno de los mejores animes de la década de 2010, con elogios a los guerreros retratados en el Santo Grial, así como a la caracterización de Shirou.
El epílogo de la serie agregó una nueva escena en la que se ve a una persona con un parecido sorprendente con Shirou caminando en la dimensión de Archer. Esto generó muchas preguntas de los fanáticos con respecto al destino de Shirou. Sin embargo, la autora de la novela visual de Fate, Kinoko Nasu, se mantuvo ambigua con respecto a si esa persona era Shirou o no.
La serie también ha tenido éxito comercial en Japón. El primer Blu-ray vendió 33.876 unidades, encabezando las listas. En marzo de 2015, la franquicia Fate se convirtió en la franquicia número 1 en ventas colectivas de CD, libros y videos. 76.222 volúmenes de Blu-ray en Japón a finales de 2015. Ese mismo año, la serie también ganó el premio "Mejor obra" de la revista Newtype. El tema principal «Brave Shine» ganó el premio a Mejor Canción Temática en la revista, mientras que la banda sonora general quedó en segundo lugar detrás de Aldnoah.Zero. Takahiro Miura también fue galardonado como Mejor Director, mientras que los diseñadores de personajes ocuparon el tercer lugar. El sencillo de Aimer "Brave Shine" apareció en el cuarto lugar de las listas de Oricon y Billboard Japan Hot 100.